# Ctenomys australis
El tuco-tuco del sur (Ctenomys australis) es una especie de roedor histricomorfo de la familia Ctenomyidae endémica de Argentina.